# Frederic Lloveras i Herrera
Frederic Lloveras i Herrera (Barcelona, 1912 - Tossa de Mar, 1983) fou un pintor, il·lustrador i aquarel·lista català. És considerat un dels millors representants de l'aquarel·la catalana de postguerra. Se'l relaciona estilísticament amb el postimpressionisme.
Va estudiar al Cercle Artístic de Sant Lluc i a l'Escola de Belles Arts de Sant Jordi. En els seus inicis, practicà la pintura a l'oli i durant la guerra civil es va dedicar al dibuix, que gradualment va anar omplint de colors i creant les seves primeres aquarel·les. Va participar en les Exposicions Nacionals de Belles Arts de 1942, 1944 i 1948. El 1971 va realitzar una exposició individual a la Sala Gaspar.
Alguna de les seves obres més conegudes són la il·lustració d'un Romancero Gitano i el resultat d'un viatge artístic que va realitzar per Espanya.
Fou amic de Griera, Josep Cruañas, Josep Granyer i Emili Grau Sala, entre molts d'altres pintors contemporanis.

## Exposicions rellevants
- 1971 - Sala Gaspar
- 1975 - Galeria les voltes. Cadaqués.
- 1985 - Palau Reial de Pedralbes. II Biennal de l'Aquarel·la